# Regine Zott
Regine Zott (geb. 1938) ist eine deutsche Wissenschaftshistorikerin.

## Leben
Regine Zott studierte in Greifswald. Nach einigen Jahren Lehrtätigkeit am Gymnasium Oschatz wurde sie Mitarbeiterin am Institut für Theorie, Geschichte und Organisation der Akademie der Wissenschaften der DDR im Bereich Wissenschaftsgeschichte bei Hubert Laitko. 1975 wurde sie an der Humboldt-Universität zu Berlin mit einem philosophiehistorischen Thema promoviert.
Seit 1991 war sie als wissenschaftliche Mitarbeiterin am Institut für Philosophie, Wissenschafts- und Technikgeschichte an der Technischen Universität Berlin sowie im Rahmen von Projekten der Deutschen Forschungsgemeinschaft tätig. Ihre Arbeitsgebiete betrafen wissenschaftliche Kommunikation im 19. Jahrhundert, Biografik, Editionen von Gelehrtenkorrespondenzen und Debatten über das Verhältnis von Wissenschaft, Musik und Organisation. Sie war Mitglied der Deutschen Chemischen Gesellschaft, hier in der Arbeitsgruppe Geschichte der Chemie sowie der Gesellschaft für Wissenschaftsforschung.
Ihre Publikationen umfassen in der Regel chemiehistorische Themen. Die Editionen enthalten vorwiegend Korrespondenzen von Physikochemikern sowie eine langjährige Debatte in der Max-Planck-Gesellschaft über ein geplantes Musikinstitut. Zu ihren Arbeiten gehören auch Beiträge für Lexika.

## Publikationen (Auswahl)

### Bucheditionen
- Wilhelm Ostwald – Zur Geschichte der Wissenschaft. Vier Manuskripte aus dem Nachlass von Wilhelm Ostwald. Reihe: Wilhelm Ostwalds Klassiker der exakten Wissenschaften, Bd. 267, Akademische Verlagsgesellschaft Geest & Portig Leipzig 1985, ISSN 0232-3419, Zweite, überarb. Auflage, Verlag Harry Deutsch, Frankfurt/M. 1999, ISBN 3-8171-3403-7 (284 S.).
- mit Emil Heuser: Die streitbaren Gelehrten. Justus Liebig und die preußischen Universitäten. Kommentierte Edition eines historischen Disputes. Berliner Beiträge zur Geschichte der Naturwissenschaften und der Technik, Ellen R. Swinne Verlag Berlin 1992, ISBN 3-928577-13-1.
- Wilhelm Ostwald und Paul Walden in ihren Briefen (1887–1932). Berliner Beiträge zur Geschichte der Naturwissenschaften und der Technik. Verlag Ellen R. Swinne Berlin 1994, ISBN 3-928577-17-4.
- Wilhelm Ostwald und Walther Nernst in ihren Briefen sowie in denen einiger Zeitgenossen. Kommentierte Edition. Verlag für Wissenschafts- und Regionalgeschichte Dr. Michael Engel, Berlin 1996, ISBN 3-929134-11-X.
- Fritz Haber in seiner Korrespondenz mit Wilhelm Ostwald sowie in Briefen an Svante Arrhenius. Berliner Beiträge zur Geschichte der Naturwissenschaften und der Technik, Ellen R. Swinne Verlag, Berlin 1997, ISBN 3-928577-29-8.
- Briefliche Begegnungen. Korrespondenzen von Wilhelm Ostwald, Friedrich Kohlrausch und Hans Landolt. Unter Einbeziehung von Zuschriften an Svante Arrhenius sowie von und an Karl Seubert. Verlag für Wissenschafts- und Regionalgeschichte Michael Engel, Berlin 2002, ISBN 3-929134-35-7 (441 S.).
- Gelehrte im Für und Wider. Briefwechsel zwischen Adolf v. Baeyer und Wilhelm Ostwald (mit Briefen von und an Victor Meyer) sowie Briefwechsel zwischen Wilhelm Ostwald und Richard Abegg (mit Briefen oder Briefausschnitten von Fritz Haber und Clara Immerwahr sowie an Svante Arrhenius). Reihe Selbstorganisation sozialer Prozesse, Bd. 7, LIT-Verlag, Münster 2002, ISBN 3-8258-6003-5, S. 423.
- Klangvoller Auftakt – stilles Finale. Ein Institut für Musik im Rahmen der Max-Planck-Gesellschaft. Die Geschichte einer Idee in den Jahren 1965–1972. Dokumentation einer Akte aus dem Archiv zur Geschichte der Max-Planck-Gesellschaft. Wissenschaftlicher Verlag Berlin 2015, ISBN 978-3-86573-849-3 (407 S.).

### Beiträge in Fachzeitschriften und Sammelbänden
- Justus v. Liebig und seine Reflexionen über das Lebenskraft-Problem. In: Deutsche Zeitschrift für Philosophie, 2. Jg., H. 1, Berlin 1978, S. 55–66, ISSN 0012-1045.
- Wilhelm Ostwald – Theoretiker und Praktiker wissenschaftlicher Kommunikation. In: Kolloquienreihe des Instituts für Theorie, Geschichte und Organisation der Wissenschaften (ITW) der AdW der DDR, H. 28, Berlin 1982, S. 37–55. (W.- Ostwald-Gedenkkolloquium: Probleme der wissenschaftlichen Kommunikation um die Wende vom 19. / 20. Jhd.), Berlin 1982.
- Justus Liebig und August Wilhelm Hofmann: Gemeinsamkeiten und Besonderheiten. In: (Hrsg. Christoph Meinel, Hartmut Scholz): Die Allianz von Wissenschaft und Industrie. August Wilhelm Hofmann (1818–1892). Weinheim 1992, ISBN 3-527-29009-5, S. 141–150.
- Paul Walden – Wissenschaftler zwischen den Kulturen. In: Wissenschaftsgeschichte in Osteuropa. Multidisziplinäre Veröffentlichungen Bd. 7, Osteuropa-Institut der Freien Universität Berlin, Harrassowitz-Verlag, Wiesbaden 1998, ISBN 3-447-04107-2, S. 149–163.
- Jacobus Henricus van´t Hoff. His Way to Berlin. In: (Hrsg. Willem J. Hornix, S.H.W.M. Mannaerts): Van´t Hoff and the emergence of Chemical Thermodynamics. Centennial of the first Nobel Prize  for Chemistry 1901–2001. Delft 2001, S. 277–293.
- Wilhelm Ostwald (1853–1932) und Paul Walden (1863–1957) auf langem Wege. In: Scientific proceedings of Riga technical university. 8. Serie. The Humanities and social science. History of science and higher education, Riga 2004, S. 19–28, ISSN 1407-9291.
- Jacobus Henricus van´t Hoff in Briefen an Svante Arrhenius. In: (Hrsg. H. Kant u. A. Vogt): Aus Wissenschaftsgeschichte und -theorie. Hubert Laitko zum 70. Geburtstag überreicht von Freunden, Kollegen und Schülern. Verlag für Wissenschafts- und Regionalgeschichte Dr. Michael Engel, Berlin 2005, ISBN 3-929134-49-7, S. 239–256.
- Justus von Liebig und die Metapher. In: (Hrsg. Andreas Trunschke, Wolfgang Girnus): Optimismus ist eine Sache des Charakters. Kolloquium „Wissenschaft – Natur – Gesellschaft“ zu Ehren des 80. Geburtstages von Frau Prof. Dr. Dorothea Goetz. Rosa-Luxemburg-Stiftung Brandenburg, Potsdam 2006, ISBN 3-935530-45-5, S. 21–32.